# Toxorhina (Ceratocheilus) juvenca
Toxorhina (Ceratocheilus) juvenca is een tweevleugelige uit de familie steltmuggen (Limoniidae). De soort komt voor in het Australaziatisch gebied.